# Gonomyia (Neolipophleps) helophila
Gonomyia (Neolipophleps) helophila is een tweevleugelige uit de familie steltmuggen (Limoniidae). De soort komt voor in het Nearctisch en Neotropisch gebied.